# Sarbanissa mandarina
Sarbanissa mandarina är en fjärilsart som beskrevs av John Henry Leech 1890. Sarbanissa mandarina ingår i släktet Sarbanissa och familjen nattflyn. Inga underarter finns listade.